# The Wax Road
The Wax Road – tânăra trupă de hard rock și rock clasic din Ungheni, Republica Moldova, fondată în 2013 de Dan Timofei (Voice & chitară solo) și Victor Ceban (Drums), cărora li se alătură și Ion Tiuticov (chitară ritmică), toți trei fiind elevi ai aceleiași școli de muzică. Formația se conturează când Cristian Budac (chitară bas) acceptă să facă parte din trupă.
Albumul de debut a fost lansat pe 1 decembrie 2016. Acesta conține 10 piese în stil: Blues-Rock, Hard-Rock și Rock’n Roll.

## Istoria formației

### Începutul
The Wax Road apare la sfârșitul anului 2013. În vara anului 2013 Dan Timofei, împreună cu Victor Ceban l-au invitat pe Ion Tiuticov (chitară ritm) să cânte cu ei, iar la sfârșitul anului 2013 și pe Cristian Budac (chitară bas) creând împreună trupa The Wax Road.
Totul a început cu participarea la un concurs de muzică (concursul din Chișinău, din data de 1 decembrie 2013), la care au participat doar după 2-3 repetiții, dar unde au obținut locul I. Aceea a fost ziua în care s-a conturat noul band, cu toți cei 4 membri. Această evoluare a constituit un impuls puternic pentru tinerii artiști, astfel încât, foarte curând trupa debutează cu primele piese în cadrul unor mici concerte locale.

### Evoluții ulterioare
În primăvara anului 2014, The Wax Road evoluează la festivalul ”Drum Day Ungheni”, organizat de Iaroslav Cojocaru și toboșarul Pezza Boutnari. Impresionat de prestația formației, în vara aceluiași an, Iaroslav Cojocaru se hotărăște să conlucreze și să susțină trupa, el fiind cel care se ocupă de managementul și promovarea formației.
În anii de existență, pe lângă promovarea intensă și lansarea diferitor proiecte, a câtorva single-uri, și a unui video clipuri au susținut și o mulțime de concerte. Printre acestea se numără, la nivel național festivalul ”PRUT Fest” (evoluând pe o scenă cu Alternosfera și Subcarpați), ”Startup Grind Party”(împreună cu AmberTraps), un șir de evenimante organizate de Cool Radio și  Pot Music. Iar la nivel internațional evoluează la cea de-a 10-a ediție a festivalului ”Rock’n Iași”,  la festivalul ”Zilele Nordului” și la ”Drum Day Hamburg” în Germania, Electric Castle 2017, Posada Rock Fest 2018, Rockhausen Chisinau 2020, etc.

## Piese
Singles:
Let me feel
Do things right (video)
Midnight Girl
Debut Album ”Rambler in the dark”:
iTunes Amazon Spotify
Tracklist:
1.      Let me feel
2.      Fuzzy air
3.      Love car
4.      Midnight girl
5.      Do the same
6.      Trolley blues
7.      Do things right
8.      Come to me
9.      In the roll
10.  RAMBLER IN THE DARK
Live:
Must Music Live Session
Album "Pastile" 2022
Tracklist:
01. Pastile
2. Homeless Soul
3. Be My Weather
4. The World Goes To The Dogs
5.Things May Change
6. Loud
7. Out Of You
8. Can't Stop
9. Good Life
10. So Mad
11. Outro

## Membrii formației

### Dan Timofei
Voice; chitară solo
Fiind unul dintre fondatorii trupei, Dan Timofei este originar din Republica Moldova, or. Ungheni. A fost mereu pasionat de muzica anilor ’60 -’70, de trupe precum Led Zeppelin, Jimi Hendrix Experience, Pink Floyd, Guns’n Roses și alții.
Dan a început să cânte la chitară când avea treisprezece ani. La scurt timp, a plecat la Școala de Muzica, unde și-a făcut cunoștință cu viitorul său profesor Alexandru Mostovoi, care revenise recent din Statele Unite ale Americii; acesta fiind, de fapt, un basist de jazz. Primul și, probabil, cel mai important lucru, pe care l-a făcut, a fost să-i predea lui Dan bazele muzicii Blues după metoda americană, datorită faptului că Alexandru trăise în America timp de 12 ani. Frecventarea Școlii de Muzică a rămas pentru Dan una dintre cele mai frumoase întâmplări din acea perioadă.
Pe lânga faptul că i-a fost un profesor bun, Alexandru Mostovoi, a fost de asemenea un bun prieten pentru Dan, fiindu-i chiar precum un tată. Tot el le-a făcut cunostință lui Dan Timofei cu Victor Ceban (actualul toboșar din The Wax Road) – ambii intrând la studii la Școala Muzicală în același an (2007). Astfel, băieții susțineau mereu examenele împreună, și fiind încurajați de Alexandru M., în fiecare joi, ca un adevărat band, repetau împreună cu vechiul lor prieten – Corneliu Duplava, care a studia atunci chitara bas.
Dan a fost mereu inspirat de muzică și tentat să-și creeze propriile sale piese, așa că a scris primul său cântec (Chitară și Voce) la sfârșitu primului an de studii. Visul lui a fost întotdeauna de a crea o trupa de rock, astfel încât, în vara anului 2013, împreună cu Victor l-au invitat pe Ion Tiuticov (chitară ritm) să cânte cu ei, iar la sfârșitul anului 2013 și pe Cristi Budac (chitară bas) creând împreună trupa The Wax Road.
Odată cu apariția trupei, pe lângă funcția sa de lead chitarist, Dan și-a început și cariera de vocalist. El și-a găsit atât cântărețul favorit, cât și chitaristul preferat într-o singură trupă – Led Zeppelin. Jimmy Page si Robert Plant sunt cei care l-au influențat cel mai mult. Un alt artist care i-a influențat performanța instrumentală este Jimi Hendrix cu sunetul său sălbatic de fuzz și virtuozitatea interpretării.

### Ion Tiuticov
chitară ritmică
Ion s-a născut la 27 septembrie 1997, la Ungheni.
Fiind pasionat de muzica rock, în 2013, Ion a acceptat propunerea de colaborare venită din partea lui Dan Timofei (voce & chitară) și Victor Ceban (tobe) care doreau să inițieze o formație. Fiecare dintre ei fiind elevi ai aceleiași școli de muzică din Ungheni. La sfârșitul anului 2013, o dată cu venirea lui Cristi Budac (chitară bas) – au format trupa The Wax Road.
Ion Tiuticov este un chitarist ritmic, care interpretează și se regăsește în stilurile Blues-Rock, Hard-Rock, și Rock’n Roll. Ca și ceilalți membri ai trupei, Ion este pasionat de rock-ul anilor ’70.
A început să cânte la chitară, atât datorită unchiului său care i-a făcut cunoștință cu acest instrument, cât și datorită căsătoriei prințului din Noua Zeelandă, unde au cântat The Eagles, Ion prinzând la știri secvența în care ei interpretau “Hotel California”, piesa care l-a determinat să meargă la școala de muzică. Acolo, în anul doi a făcut cunoștință cu Dan și Victor. Au cântat de câteva ori împreună la inițiativa profesorului său(Alexandru Mostovoi), iar în urma unor lungi discuții cu Dan, care voia un band în care să cânte și să compună muzică, a înțeles că vrea să facă parte din trupă.
Printre formațiile și muzicienii care l-au influențat se numără Led Zeppelin, Queens of the Stone Age, Eric Clapton, Guns ‘n’Roses, Kings of Leon etc.
Dacă ar fi să numească un loc unde are loc magia – ar zice că este, cu siguranță, studioul The Wax Road. Acolo apare muzica și acolo are loc tot procesul creativ. E o mică casă unde se regăsește fiecare membru al band-ului.
Scena e muntele de pe care se face auzită munca artistului și care adună în jurul său oameni s-o asculte. Tot ce are loc acolo e pentru a lăsa publicul cât mai extaziat. Și acela e locul în care ar vrea Ion să se afle toată viața.
Actualmente, Ion își găsește inspirația în rădăcinile muzicii rock și în curentele mai proaspăt apărute.

### Cristian Budac
Chitară bas, voce
S-a născut la 26 iunie 1996,  în or. Ungheni, Republica Moldova. Cristi este basist și back vocalist în The Wax Road – band care s-a format odată cu venirea lui în decembrie, 2013.
Din copilărie Cristian a fost înconjurat de persoane care știau să cânte la vreun instrument, atunci a îndrăgit pianul, dorindu-și extrem de mult să studieze acest instrument și… așa a fost. Cristian a luat ore de pian și tot atunci a insistat ca părinții să-i cumpere un sintetizator.
Următorul instrument pe care a ținut Cristian să-l încerce a fost chitara. Dat fiind faptul că tatăl său era chitarist și basist, acesta și-a învățat fiul primele acorduri la chitară. Orele le petreceau în 3, împreună cu verișorul lui Cristian. Însă, în scurt timp băieții au înțeles că nu e suficient, chitara părea să fie un instrument care trebuie explorat. Astfel au mers împreună să ia lecții, însă pe lângă chitară, Cristian a preferat să învețe și chitara bas. Odată cu aceste cursuri și cu aprofundarea în cunoașterea instrumentului, Cristian înțelege că i-ar plăcea foarte mult să cânte într-un band.
La acestă etapă – împreună cu verișorul său, care e la fel de pasionat de muzică – au decis să caute un toboșar și un vocalist ca să creeze un band. Nu au avut însă prea mult succes în această căutare. Dar, după cum lucrurile frumoase vin la cei care știu să aștepte, peste ceva timp băieții la care Cristian făcea orele de chitară bas, îi propun să cânte la ei în trupă la chitară ritm. Cristian acceptă, iar odată cu acesta, visul său pare să fie împlinit.
Peste ceva timp, Cristian ajunge și pe la școala de muzică din Ungheni. Acolo mai vine o propunere de alipire la un band, unde Cristian să cânte la bas, colaborare care nu a durat prea mult. Însă tot pe atunci a și făcut cunoștință cu Dan, Victor și Ion (restul membrilor trupei The Wax Road).
Peste ceva timp, băieții din actualul The Wax Road trebuiau să participe la un concurs de muzică (concursul din Chișinău, din data de 1 decembrie 2013). Aveau nevoie de basist iar Alex Mostovoi(profesorul lui Dan și Ion), îl îndeamnă pe Cristi să cânte cu băieții la acest concurs, așa că după 2-3 repetiții destul de plăcute pentru Cristi, evoluează în 4 pe scena din Chișinău, unde obțin locul I. Aceea a fost o zi memorabilă, ziua în care Cristi a fost întrebat dacă vrea să facă parte din noul band, răspunsul său a fost simplu: „da, sigur”. Și iată că atunci, Cristi Budac devine al 4-lea membru al actualului The Wax Road.

### Victor Ceban
Drums
S-a născut în or. Ungheni, Republica Moldova, la data de 28 mai 1995.
Primul care-i face cunoștință cu tobele este chiar tatăl său, la fel toboșar, iar la vârsta de 12 ani, inspirat de performanța lui Steve Gadd decide să meargă la școala de muzică. Din primele zile, profesorul său Pavel Căpățînă absolvent al colegiului Berklee din SUA îl învață ritmuri de jazz.
În 2008 începe să cânte în orchestra de jazz a școlii de muzică din Ungheni, evoluând împreună în Republica Moldova, România și într-o serie de concerte din Lituania (2010). În primăvara anului 2013, Victor participă la festivalul ”Drum Day Ungheni” organizat de toboșarul Pezza Boutnari. Pe lângă soloul la tobe interpretează împreună cu Dan Timofei (în prezent voicalist și chitarist în The Wax Road) cover-ul piesei ”Stairway to heaven” (Led Zeppelin). La sfârșitul anului cu venirea lui Ion Tiuticov (chitară) și Cristi Budac (chitară bas) formează trupa The Wax Road, participând deja împreună la următoarele ediții ale festivalului Drum Day. Ultima având loc în primăvara anului 2015 în Hamburg.
Paralel Victor a lansat online o serie de lecții de tobe la nivel intermediar, cu scopul de a promova arta și cultura muzicală în rândul toboșarilor autohtoni. Lecțiile sunt unicale nu doar prin conținut și calitate, dar și prin faptul că sunt în limba română.

#### Victor's Drum Check
Victor Ceban, bateristul formației, a decis să-și împartă secretele și tehnica cu toți cei care vor să bată ritmul. Toboșarul din The Wax Road a avut norocul să învețe meserie de la Pavel Căpățână, muzician de jazz care a studiat la Barklee College, SUA.
Încurajat de colegii de trupa Victor a lansat: VICTOR’S DRUM CHECK, un proiect în limba română, dedicat toboșarilor începători și intermediari. Proiectul este compus din 9 video-uri ce apar în fiecare vineri pe canalul de YouTube al formației rock și este realizat cu dragoste și pasiune în studioul The Wax Road.
Primele 4 lecții sunt dedicate rudimentelor și anume: Paradiddle, Double Paradiddle, Triple Paradiddle și Paradiddle-diddle. Ele sunt cele ce îi conferă toboșarului simțul libertății și îl ajută la dezvoltarea memoriei musculare și clarității bătăilor.
“Unul din scopurile principale ale proiectului VICTOR’S DRUM CHECK este de a contribui la dezvoltarea atât a artei în sine, cât și a fiecărui percuționist în parte.” – a declarat managerul trupei Iaroslav Cojocaru.
În orașul Ungheni ritmul se simte perfect, fapt confirmat de bateriștii profesioniști: Pezza BOUTNARI (stabilit la Hamburg), Petru MOISEEV (formația Tharmis), Vitalie COZARI (fost toboșar Milenium). Totodata în Ungheni s-a lansat și proiectul Drum Day, un festival dedicat în special elevilor de la școlile de muzică, acesta a fost  inițiat de Pezza Boutnari și se organizează atât la Ungheni, cât și în Hamburg.